# Коровина, Роза Григорьевна
Роза Григорьевна Коровина (родилась 04.01.1937) — полный кавалер советского ордена Трудовой Славы (1986), свинарка совхоза «Заря» Промышленновского района Кемеровской области.

## Биография
Родилась 4 января 1937 года в деревне Варино Ровенского района Воронежской области. Немка. 
Училась в семилетней школы посёлка Первомайский Промышленновского района Кемеровской области. В 1955 году начала трудовую деятельность сначала рабочей животноводческого совхоза «Заря» Промышленновского района Кемеровской области, а с 1958 года работала свинаркой. Быстро освоила и применила передовые методы содержания и кормления свиней, и постоянно добивалась высоких результатов .
Получила звание «Мастер животноводства 1-го класса», и как специалист 1-го класса получала устанавливлинную надбавку 30% тарифной ставки. Она неоднократно награждалась почётными грамотами и денежными премиями, её имя заносилась на Доску почёта Промышленновского района и Книгу почёта совхоза «Заря».  Опыт её работы в свиноводстве на Выставке достижений народного хозяйства СССР распространило Главное управление сельско-хозяйственной науки и пропаганды Министерства сельского хозяйства СССР. 
Указом Президиума Верховного Совета СССР от 14 февраля 1975 года за успехи, достигнутые во Всесоюзном социалистическом соревновании и проявленную трудовую доблесть в выполнении народнохозяйственных планов и принятых обязательств по увеличению производства и продажи государству продуктов животноводства в 1974 году Р. Г. Коровина награждена орденом Трудовой Славы 3-й степени. 
Указом Президиума Верховного Совета СССР от 13 марта 1981 года за выдающиеся успехи, достигнутые в выполнении заданий десятой пятилетки и социалистических обязательств по увеличению производства и продажи государству продуктов земледелия и животноводства награждена орденом Трудовой Славы 2-й степени.
В 11-й пятилетке (1981—1985) она вырастила 3907 поросят от 35 закреплённых свиноматок, обеспечила сохранность полученного приплода — 99 %, при отъёмном весе поросят 20 килограммов, от каждой свиноматки получила поросят на один опорос по 9,7 голов.
Указом Президиума Верховного Совета СССР от 29 августа 1986 года за достижение высоких результатов в увеличении производства сельскохозяйственной продукции на основе освоения интенсивных технологий и передовых методов организации труда в земледелии и животноводстве Коровина была награждена орденом Трудовой Славы 1-й степени и стала, таким образом, полным кавалером ордена Трудовой Славы.
Являлась неоднократной участницей Выставки достижений народного хозяйства (ВДНХ) СССР, активно проводила наставническую работу среди рабочей молодёжи, принимала участие в общественной жизни.
В 1992 году ушла на пенсию, проживает на территории Плотниковского сельского поселения Промышленновского района.
В 2003 году награждена медалью «За особый вклад в развитие Кузбасса» 2-й степени (08.01.2003)

## Награды
Награждена орденами Трудовой Славы 1-й, 2-й, 3-й степеней:
3 ст. 14.02.1975 № 14205
2 ст. 13.03.1981 № 11485
1 ст. 29.08.1986 № 567
- медалями, в том числе медалями ВДНХ СССР, знаками «Ударник пятилетки», «Победитель социалистического соревнования»[1].